# 劉知遠 (主教)
劉知遠（英語：Lu Zhiyuan；1920年—1996年10月11日；又稱：路主教），是天主教中國籍地下教會主教，不被中華人民共和國政府承認。曾任遼寧省奉天總教區主教（1994年-1996年）。

## 生平
劉知遠生於1920年的中華民國。
1994年4月11日，劉知遠由河北順德教區地下教會團體主教蕭立人秘密晉牧，成為遼寧省奉天總教區正權主教，後來獲得時任教宗若望保祿二世認可。但是，中國政府一直不承認，因而劉知遠主教退到新台子繼續進行牧靈工作，一直至1996年去世為止。
1996年10月11日，劉知遠主教於中國去世，享年76歲。